# Cisów (Sainte-Croix)
Pour les articles homonymes, voir Cisów.
Cisów est une localité polonaise de la gmina de Daleszyce, située dans le powiat de Kielce en voïvodie de Sainte-Croix.